# Stadtwerke Freiberg
Die Stadtwerke Freiberg sind ein regionaler Energieversorger und -dienstleister mit Sitz in Freiberg. Zusammen mit ihren Tochtergesellschaften versorgen sie Freiberg mit Strom, Erdgas und Wärme. Außerdem ist die Freiberger Bäderbetriebsgesellschaft mbH mit dem Johannisbad Freiberg ein weiteres Tochterunternehmen.

## Versorgungsgebiet
Die Stadtwerke Freiberg und ihre Tochtergesellschaften sind Grundversorger der Berg- und Universitätsstadt Freiberg sowie der Gemeinden Zug und Kleinwaltersdorf. Die Freiberger Erdgas GmbH betreibt 131 km Erdgasleitungen und 27 km Fernwärmeleitungen im Netzgebiet und beliefert ca. 6.000 Kunden mit Erdgas sowie ca. 11.000 Haushalte mit Wärme. Die Freiberger Stromversorgung GmbH betreibt ein 418 km langes Stromnetz und versorgt ca. 29.500 Kunden mit Strom.

## Konzernstruktur
90 % der Anteile der Stadtwerke Freiberg sind im Besitz der Berg- und Universitätsstadt Freiberg. Die AG hält 10 % eigene Anteile. Die Stadtwerke sind mit 70 % an der Freiberger Stromversorgung beteiligt. Die Envia Mitteldeutsche Energie AG in Chemnitz hat 30 % der Anteile der Freiberger Stromversorgung. Mit 59,5 % sind die Stadtwerke Gesellschafter der Freiberger Erdgas. Weiterer Gesellschafter der Freiberger Erdgas ist, mit 40,5 %, die Thüga Aktiengesellschaft in München. Die Stadtwerke erwarben 2014 als Gesellschafter außerdem 100 % der Freiberger Bäderbetriebsgesellschaft.

## Geschichte
Am 14. Mai 1991 wurden die Stadtwerke unter der Bezeichnung „Stadtwerke Freiberg“ wiedergegründet. Zwei Monate später, am 16. September 1991, gründeten die Stadtwerke die Freiberger Erdgas GmbH und im März 1992 die Freiberger Wärmeversorgung GmbH. Zusammen mit der EVS AG (heute EnviaM AG) gründete die AG 1994 die Freiberger Stromversorgung. Im selben Jahr bezog das Unternehmen den heutigen Sitz in der Poststraße 5. 1996 wurde das Gasturbinen-Heizkraftwerk in der Chemnitzer Straße in Freiberg in Betrieb genommen. 2001 erfolgte die Inbetriebnahme der ersten Erdgas-Tankstelle in der Dresdner Straße. 2004 fusionierten die beiden Tochtergesellschaften Freiberger Erdgas und Freiberger Wärmeversorgung unter der Firmierung „Freiberger Erdgas“. Die Unterzeichnung der Konzessionsverträge für das Kerngebiet Freiberg sowie für die Ortsteile Zug und Kleinwaltersdorf (Laufzeit bis 2031) erfolgte 2011. 2012 verkaufte die HSE Darmstadt 29 % der Aktien an die Stadt Freiberg und 10 % der Aktien an die Stadtwerke. 2013 wurden die Beschlussfassungen zum Verkauf der letzten 10 % Stückaktien von der HSE an die Stadt Freiberg sowie Kauf der Anteile Freiberger Bäderbetriebsgesellschaft durch die Stadtwerke gefasst.